# Friedrich Otto Mencke

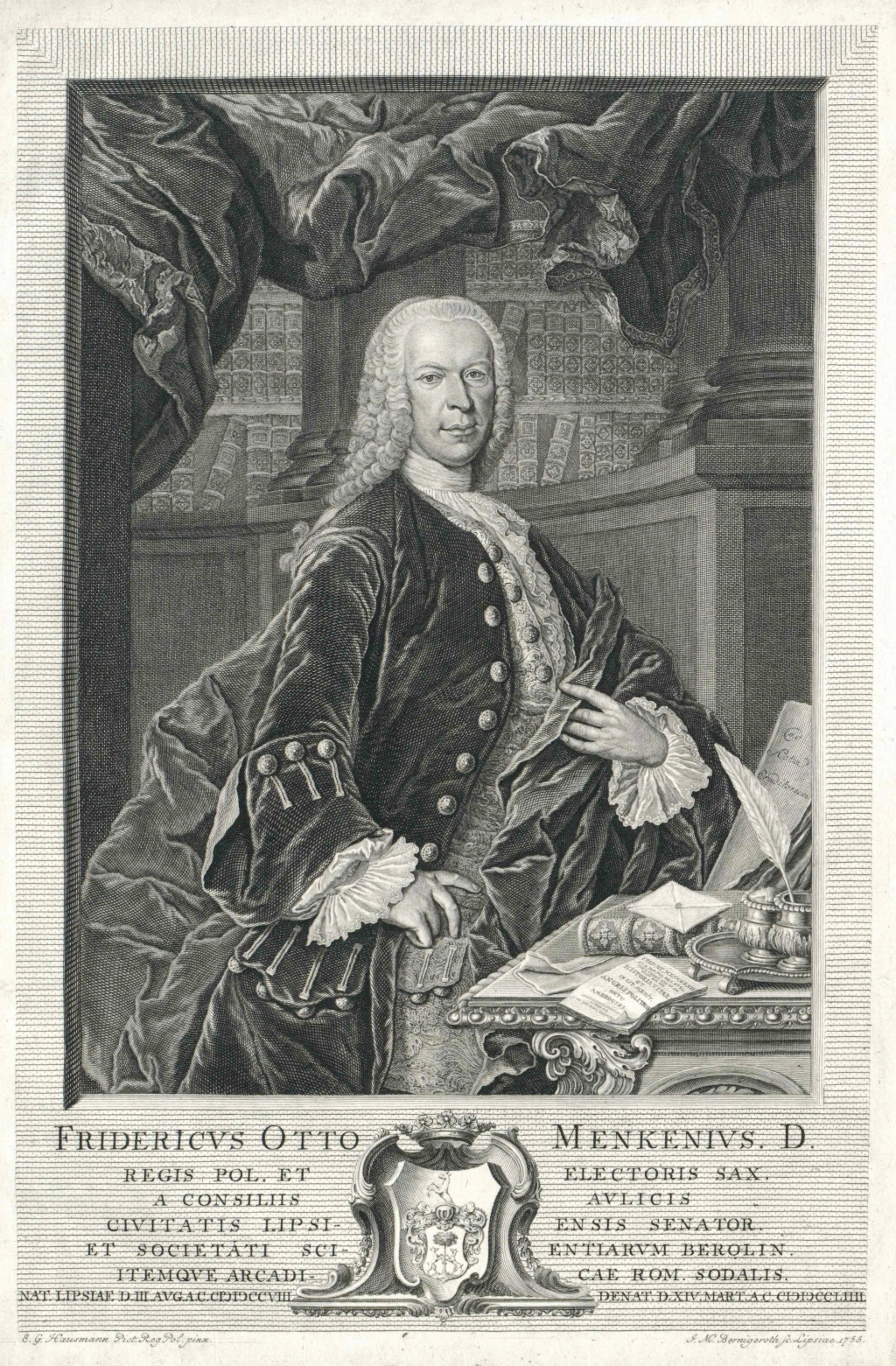
Friedrich Otto Mencke, Stich von Johann Martin Bernigeroth nach Elias Gottlob Haußmann

Friedrich Otto Mencke, auch Mencken(ius) (* 3. August 1708 in Leipzig; † 14. März 1754 ebenda) war ein deutscher Jurist.

## Leben und Wirken
Der Sohn des Johann Burckhardt Mencke genoss Privatunterricht bei Johann Christoph Gottsched und studierte ab dem 3. Februar 1722 an der Universität Leipzig. Hier absolvierte er zunächst ein Studium der Philosophie. Während seiner dortigen Studienzeit hatte Mencke einen Kreis von Freunden um sich versammelt, der sich mit großer Begeisterung mit Texten der Renaissance beschäftigte. Anfänglich hatte man diese mehr aus philologischer Perspektive betrachtet, ging aber später zur philosophischen Betrachtungsweise über. Jene Bestrebungen werden als die erste Phase der Entdeckung der Renaissancephilosophie im 18. Jahrhundert gewertet.
Am 15. Februar 1725 erwarb Mencke den akademischen Grad eines Magisters der Philosophie und schrieb im Zusammenhang seiner Forschungen Monographien über Girolamo Fracastoro und Angelo Poliziano. Im Anschluss an sein philosophisches Studium wandte sich Mencke den Rechtswissenschaften zu. Zu diesem Zweck wechselte er an die Universität Wittenberg, wo er am 22. März 1732 den Grad eines Lizentiaten der Rechte erwarb. Er kehrte zurück nach Leipzig und promovierte dort am 18. September 1733 zum Doktor der Rechte. 1734 wurde er als auswärtiges Mitglied in die Königlich Preußische Sozietät der Wissenschaften aufgenommen. 1735 wurde er polnischer und kursächsischer Hof und Justizrat und war 1743 in den Rat der Stadt Leipzig aufgenommen worden. Er führte die erste kritische Zeitschrift, die unter dem Titel Acta Eruditorum erschien, weiter und übernahm nach dem Tod seines Vaters 1732 auch die Neuen Zeitungen von gelehrten Sachen. Nach seinem Tod wurde Menckes Bibliothek in Leipzig 1755–1757 versteigert.

## Werkauswahl
- De vita, moribus meritisque in omne literarum genus prorsus singularibus Hieronymi Fracastorii […]. Commentatio. Breitkopf, Leipzig 1731. (Digitalisat)
- Auspicatissimum Magni Principis Adventum, Et Saxonici Imperii, In Regiae Celstidinis Principem, Serenissimum Ac Potentissimum Dominum Dominum Fridericum Augustum, Regium Poloniae Et Magni Ducatus Lithuaniae Principem. Breitkopf, Leipzig 1733. (Digitalisat)
- Historia vitae et in literis meritorum Angeli Politiani. Gleditsch, Leipzig 1736. (Digitalisat)
- Carmina. Gleditsch, Leipzig 1737. (Digitalisat)
- Joh. Burch. Et Frid. Ott. Menckeniorum Bibliotheca Virorum Militia Aeque AC Scriptis Illustrium. Leipzig 1734 gemeinsam mit Johann Burchard Mencke
- Miscellanea Lipsiensia ad incrementum rei literariæ ed. als Herausgeber 1748, 1752